# Hjälmaren
El Llac Hjälmaren és el quart llac més gran de Suècia. Es troba al costat del llac Mälaren, a través del qual desguasa al Mar Bàltic, a l'oest d'Estocolm. El llac fa 63 km de llargada per 20 d'ample, té una profunditat mitjana de 6 metres, i una superfície de 485 km².
Està connectat a través del canal de Hjälmare, de 13 quilòmetres, amb Estocolm. La ciutat d'Örebro es troba a la riba oest del llac. Fa de frontera natural entre les províncies de Södermanland, Närke, i Västmanland.